# Пищевые добавки
Пищевы́е доба́вки — вещества, добавляемые в технологических целях в пищевые продукты в процессе производства, упаковки, транспортировки или хранения для придания им желаемых свойств, например, определённого аромата (ароматизаторы), цвета (красители), длительности хранения (консерванты), вкуса, консистенции и так далее. Некоторые люди стремятся употреблять в пищу продукты без добавок, хотя в строгом смысле слова соль и перец тоже ими являются.

## Стандарты использования
Для регулирования всех пищевых добавок и информирования потребителей, каждой добавке присваивается уникальный номер, называемый «номером E», который используется в Европе для всех пищевых добавок. Эта схема нумерации в настоящее время принята и расширена комиссией Кодекса Алиментариус для международной идентификации всех добавок, независимо от того, одобрены ли они для использования. Для классификации могут использовать не только порядковые номера, предваряемые буквой «E» (в Евросоюзе), но и полные названия, например, «уксусная кислота» или «Е260 уксусная кислота», где Е260 — номер уксусной кислоты. Имеются добавки, в коде которых нет E — к примеру, добавка номер 154 — это краситель Brown FK, используемый только в Великобритании.
Международные стандарты на пищевые добавки и примеси определяются Объединённым экспертным комитетом ФАО/ВОЗ по пищевым добавкам (JECFA) и Кодексом Алиментариус (Codex Alimentarius), принятым Международной комиссией ФАО/ВОЗ и обязательным к исполнению странами, входящими в ВТО.
Управление по санитарному надзору за качеством пищевых продуктов и медикаментов США (FDA) перечисляет все используемые в США пищевые добавки как «общепризнанные безопасные» (GRAS); они перечислены как под служебным номером их химических рефератов, так и под правилами FDA в соответствии с Кодексом федеральных правил Соединённых Штатов.

## Классификация пищевых добавок
Для классификации пищевых добавок в странах Евросоюза разработана система нумерации (действует с 1953 года). Каждая добавка имеет уникальный номер, начинающийся с буквы «E». Система нумерации была доработана и принята для международной классификации Кодекс Алиментариус. Первая цифра кода говорит об общем назначении добавки:
- на 1 начинаются коды красителей;
- на 2 — консервантов;
- на 3:
  - 300—322 — антиоксидантов,
  - 333—399 — антиоксидантов и стабилизаторов;
- на 4 — эмульгаторов и стабилизаторов;
- на 5 — веществ против слёживания и комкования;
- на 6 — усилителей вкуса и запаха;
- 7 и 8 не используются (кроме антибиотиков 700-701, 710-717);
- на 9 начинаются коды глазирователей, размягчителей и прочих улучшателей выпечки и прочих веществ[1].

Некоторые широко используемые вещества не имеют кода, к примеру, ванилин и немодифицированный крахмал.
| Группа индексов                                                                   | Группа индексов  | Технологические функции                                                                             | Индекс    | Название вещества                                                                             | Английское название                                                                                    |
| --------------------------------------------------------------------------------- | ---------------- | --------------------------------------------------------------------------------------------------- | --------- | --------------------------------------------------------------------------------------------- | --- |
| E100 — E199 Красители                                                             | 100—109          | жёлтые                                                                                              | Е102      | тартразин                                                                                     | |
| E100 — E199 Красители                                                             | 110—119          | оранжевые                                                                                           |           |                                                                                               | |
| E100 — E199 Красители                                                             | 120—129          | красные                                                                                             | Е120 Е123 | кармин амарант                                                                                | |
| E100 — E199 Красители                                                             | 130—139          | синие и фиолетовые                                                                                  | E132      | индигокармин                                                                                  | |
| E100 — E199 Красители                                                             | 140—149          | зелёные                                                                                             | E140      | хлорофилл                                                                                     | |
| E100 — E199 Красители                                                             | 150—159          | коричневые и чёрные                                                                                 | E150      | сахарный колер                                                                                | |
| E100 — E199 Красители                                                             | 160—199          | другие                                                                                              | E165      | гардения синяя                                                                                | |
| E100 — E199 Красители                                                             | 160—199          | другие                                                                                              | E171      | диоксид титана                                                                                | |
| E100 — E199 Красители                                                             | 160—199          | другие                                                                                              | E172      | оксид железа жёлтый                                                                           | |
| E100 — E199 Красители                                                             | 160—199          | другие                                                                                              | E173      | алюминий                                                                                      | |
| E100 — E199 Красители                                                             | 160—199          | другие                                                                                              | E175      | золото                                                                                        | |
| E200 — E299 Консерванты                                                           | 200—209          | сорбаты                                                                                             | E200      | сорбиновая кислота                                                                            | |
| E200 — E299 Консерванты                                                           | 210—219          | бензоаты                                                                                            | E211      | бензоат натрия                                                                                | |
| E200 — E299 Консерванты                                                           | 220—229          | сульфиты                                                                                            | E220      | диоксид серы                                                                                  | |
| E200 — E299 Консерванты                                                           | 230—239          | фенолы и формиаты (метаноаты)                                                                       | E230      | дифенил (бифенил)                                                                             | |
| E200 — E299 Консерванты                                                           | 240—259          | нитраты                                                                                             | E240      | формальдегид                                                                                  | |
| E200 — E299 Консерванты                                                           | 260—269          | ацетаты (этаноаты)                                                                                  | E260      | уксусная кислота                                                                              | |
| E200 — E299 Консерванты                                                           | 270—279          | лактаты                                                                                             | E270      | молочная кислота                                                                              | |
| E200 — E299 Консерванты                                                           | 280—289          | пропионаты (пропаноаты)                                                                             | E280      | пропионовая кислота                                                                           | |
| E200 — E299 Консерванты                                                           | 290—299          | другие                                                                                              | E290      | диоксид углерода                                                                              | |
| E300 — E399 Антиокислители                                                        | 300—305          | аскорбаты (витамин C)                                                                               | E300      | аскорбиновая кислота                                                                          | |
| E300 — E399 Антиокислители                                                        | 306—309          | токоферол (витамин E)                                                                               |           |                                                                                               | |
| E300 — E399 Антиокислители                                                        | 310—319          | галлаты и эриторбаты                                                                                |           |                                                                                               | |
| E300 — E399 Антиокислители                                                        | 320—329          | лактаты                                                                                             |           |                                                                                               | |
| E300 — E399 Антиокислители                                                        | 330—339          | цитраты                                                                                             | E330      | лимонная кислота                                                                              | |
| E300 — E399 Антиокислители                                                        | 340—349          | фосфаты                                                                                             |           |                                                                                               | |
| E300 — E399 Антиокислители                                                        | 350—359          | малаты и адипаты (адипинаты)                                                                        |           |                                                                                               | |
| E300 — E399 Антиокислители                                                        | 360—369          | сукцинаты и фумараты                                                                                |           |                                                                                               | |
| E300 — E399 Антиокислители                                                        | 370—399          | другие                                                                                              | E375      | никотиновая кислота                                                                           | |
| E400 — E499 Стабилизаторы, загустители, эмульгаторы                               | 400—409          | альгинаты                                                                                           | E406      | агар                                                                                          | |
| E400 — E499 Стабилизаторы, загустители, эмульгаторы                               | 410—419          | камеди                                                                                              | E415      | ксантановая камедь                                                                            | |
| E400 — E499 Стабилизаторы, загустители, эмульгаторы                               | 420—429          | другие природные вещества                                                                           | E422      | глицерин                                                                                      | |
| E400 — E499 Стабилизаторы, загустители, эмульгаторы                               | 430—439          | соединения полиоксиэтилена                                                                          |           |                                                                                               | |
| E400 — E499 Стабилизаторы, загустители, эмульгаторы                               | 440—449          | природные эмульгаторы                                                                               |           | в том числе пектин                                                                            | |
| E400 — E499 Стабилизаторы, загустители, эмульгаторы                               | 450—459          | фосфаты                                                                                             |           |                                                                                               | |
| E400 — E499 Стабилизаторы, загустители, эмульгаторы                               | 460—469          | соединения целлюлозы                                                                                | E462      | этилцеллюлоза                                                                                 | |
| E400 — E499 Стабилизаторы, загустители, эмульгаторы                               | 470—489          | соединения жирных кислот                                                                            |           |                                                                                               | |
| E400 — E499 Стабилизаторы, загустители, эмульгаторы                               | 490—499          | другие                                                                                              |           |                                                                                               | |
| E500 — E599 Регуляторы pH и вещества против слёживания                            | 500—507          | неорганические кислоты и основания                                                                  | E500      | Гидрокарбонат натрия                                                                          | |
| E500 — E599 Регуляторы pH и вещества против слёживания                            | 508—519          | хлориды и сульфаты                                                                                  | E517      | сульфат аммония                                                                               | |
| E500 — E599 Регуляторы pH и вещества против слёживания                            | 520—529          | сульфаты и гидроксиды                                                                               | E526      | гидроксид кальция                                                                             | Calcium hydroxide                                                                                      |
| E500 — E599 Регуляторы pH и вещества против слёживания                            | 530—549          | соединения щелочных металлов                                                                        | E530      | оксид магния                                                                                  | |
| E500 — E599 Регуляторы pH и вещества против слёживания                            | 550—559          | силикаты                                                                                            | E553b     | тальк                                                                                         | |
| E500 — E599 Регуляторы pH и вещества против слёживания                            | 570—579          | стеараты и глюконаты                                                                                |           |                                                                                               | |
| E500 — E599 Регуляторы pH и вещества против слёживания                            | 580—599          | другие                                                                                              |           |                                                                                               | |
| E600 — E699 Усилители вкуса и аромата, ароматизаторы                              | 620—629          | глутаматы                                                                                           | E621      | глутамат натрия                                                                               | |
| E600 — E699 Усилители вкуса и аромата, ароматизаторы                              | 630—639          | инозинаты                                                                                           |           |                                                                                               | |
| E600 — E699 Усилители вкуса и аромата, ароматизаторы                              | 640—649          | другие                                                                                              | E640      | глицин и его натриевая соль                                                                   | |
| E700 — E799 Антибиотики                                                           | 700-701, 710-717 | |           |                                                                                               | |
| E800 — E899 резерв                                                                |                  | |           |                                                                                               | |
| E900 — E999 Прочие                                                                | 900—909          | воски                                                                                               |           |                                                                                               | |
| E900 — E999 Прочие                                                                | 910—919          | глазирователи                                                                                       |           |                                                                                               | |
| E900 — E999 Прочие                                                                | 920—930          | вещества, улучшающие мучные изделия                                                                 |           |                                                                                               | |
| E900 — E999 Прочие                                                                | 920—930          | вещества, улучшающие мучные изделия                                                                 | E920      | L-цистеин                                                                                     | |
| E900 — E999 Прочие                                                                | 920—930          | вещества, улучшающие мучные изделия                                                                 | E921      |                                                                                               | |
| E900 — E999 Прочие                                                                | 920—930          | вещества, улучшающие мучные изделия                                                                 | E922      | пероксодисульфат калия                                                                        | |
| E900 — E999 Прочие                                                                | 920—930          | вещества, улучшающие мучные изделия                                                                 | E923      | пероксодисульфат аммония                                                                      | |
| E900 — E999 Прочие                                                                | 920—930          | вещества, улучшающие мучные изделия                                                                 | E924      | бромат калия                                                                                  | |
| E900 — E999 Прочие                                                                | 920—930          | вещества, улучшающие мучные изделия                                                                 | E925      |                                                                                               | |
| E900 — E999 Прочие                                                                | 920—930          | вещества, улучшающие мучные изделия                                                                 | E926      |                                                                                               | |
| E900 — E999 Прочие                                                                | 920—930          | вещества, улучшающие мучные изделия                                                                 | E927      |                                                                                               | |
| E900 — E999 Прочие                                                                | 920—930          | вещества, улучшающие мучные изделия                                                                 | E928      |                                                                                               | |
| E900 — E999 Прочие                                                                | 920—930          | вещества, улучшающие мучные изделия                                                                 | E929      | пероксид ацетона                                                                              | |
| E900 — E999 Прочие                                                                | 920—930          | вещества, улучшающие мучные изделия                                                                 | E930      | пероксид кальция                                                                              | |
| E900 — E999 Прочие                                                                | 938—949          | газы для упаковки                                                                                   |           |                                                                                               | |
| E900 — E999 Прочие                                                                | 938—949          | газы для упаковки                                                                                   | E938      | аргон                                                                                         | |
| E900 — E999 Прочие                                                                | 938—949          | газы для упаковки                                                                                   | E939      | гелий                                                                                         | |
| E900 — E999 Прочие                                                                | 938—949          | газы для упаковки                                                                                   | E940      | дихлордифторметан                                                                             | |
| E900 — E999 Прочие                                                                | 938—949          | газы для упаковки                                                                                   | E941      | азот                                                                                          | |
| E900 — E999 Прочие                                                                | 938—949          | газы для упаковки                                                                                   | E942      | закись азота                                                                                  | |
| E900 — E999 Прочие                                                                | 938—949          | газы для упаковки                                                                                   | E943      | бутан, изобутан                                                                               | |
| E900 — E999 Прочие                                                                | 938—949          | газы для упаковки                                                                                   | E944      | пропан                                                                                        | |
| E900 — E999 Прочие                                                                | 938—949          | газы для упаковки                                                                                   | E945      |                                                                                               | |
| E900 — E999 Прочие                                                                | 938—949          | газы для упаковки                                                                                   | E946      |                                                                                               | |
| E900 — E999 Прочие                                                                | 938—949          | газы для упаковки                                                                                   | E947      |                                                                                               | |
| E900 — E999 Прочие                                                                | 938—949          | газы для упаковки                                                                                   | E948      | кислород                                                                                      | |
| E900 — E999 Прочие                                                                | 938—949          | газы для упаковки                                                                                   | E949      | водород                                                                                       | |
| E900 — E999 Прочие                                                                | 950—969          | подсластители                                                                                       |           |                                                                                               | |
| E900 — E999 Прочие                                                                | 990—999          | пенообразователи                                                                                    |           |                                                                                               | |
| E1000 — E1999 Пищевые добавки. Дополнительные вещества. В том числе антифламинги. |                  | эмульгатор                                                                                          | E1000     | холевая кислота                                                                               | en:Cholic Acid                                                                                         |
| E1000 — E1999 Пищевые добавки. Дополнительные вещества. В том числе антифламинги. |                  | эмульгатор                                                                                          | E1001     | холин, соли и эфиры                                                                           | Choline salts and esters                                                                               |
| E1000 — E1999 Пищевые добавки. Дополнительные вещества. В том числе антифламинги. |                  | улучшитель муки и хлеба                                                                             | E1100     | амилазы                                                                                       | en:Amylase\|                                                                                           |
| E1000 — E1999 Пищевые добавки. Дополнительные вещества. В том числе антифламинги. |                  | улучшитель муки и хлеба, стабилизатор, ускоритель созревания мяса и рыбы, усилитель вкуса и аромата | E1101     | протеазы: (i) протеаза (ii) папаин (iii) бромелайн (iv) фицин                                 | en:Proteases: (i) en:Protease (ii) en:Papain (iii) en:Bromelain (iv) en:Ficin                          |
| E1000 — E1999 Пищевые добавки. Дополнительные вещества. В том числе антифламинги. |                  | антиокислитель                                                                                      | E1102     | глюкозооксидаза                                                                               | en:Glucose Oxidase                                                                                     |
| E1000 — E1999 Пищевые добавки. Дополнительные вещества. В том числе антифламинги. |                  | стабилизатор                                                                                        | E1103     | инвертазы                                                                                     | en:Invertases                                                                                          |
| E1000 — E1999 Пищевые добавки. Дополнительные вещества. В том числе антифламинги. |                  | усилитель вкуса и аромата                                                                           | E1104     | липазы                                                                                        | en:Lipasess                                                                                            |
| E1000 — E1999 Пищевые добавки. Дополнительные вещества. В том числе антифламинги. |                  | консервант                                                                                          | E1105     | лизоцим                                                                                       | en:Lysozyme                                                                                            |
| E1000 — E1999 Пищевые добавки. Дополнительные вещества. В том числе антифламинги. |                  | наполнитель, стабилизатор, загуститель, влагоудерживающий агент, текстуратор                        | E1200     | полидекстрозы А и N                                                                           | en:Polydextroses A and N                                                                               |
| E1000 — E1999 Пищевые добавки. Дополнительные вещества. В том числе антифламинги. |                  | загуститель, стабилизатор, осветлитель, диспергирующий агент                                        | E1201     | поливинилпирролидон                                                                           | en:Polyvinylpyrrolidone                                                                                |
| E1000 — E1999 Пищевые добавки. Дополнительные вещества. В том числе антифламинги. |                  | загуститель, стабилизатор, осветлитель, диспергирующий агент                                        | E1202     | поливинилполипирролидон                                                                       | en:Polyvinylpolypyrrolidone                                                                            |
| E1000 — E1999 Пищевые добавки. Дополнительные вещества. В том числе антифламинги. |                  | влагоудерживающий агент, глазирователь                                                              | E1203     | поливиниловый спирт                                                                           | en:Polyvinyl alcohol                                                                                   |
| E1000 — E1999 Пищевые добавки. Дополнительные вещества. В том числе антифламинги. |                  | глазирователь, загуститель                                                                          | E1204     | пуллулан                                                                                      | en:Pullulan                                                                                            |
| E1000 — E1999 Пищевые добавки. Дополнительные вещества. В том числе антифламинги. |                  | стабилизатор, загуститель, связующее                                                                | E1400     | декстрины, крахмал, обработанный термически, белый и жёлтый                                   | en:Dextrins, roasted starch white and yellow                                                           |
| E1000 — E1999 Пищевые добавки. Дополнительные вещества. В том числе антифламинги. |                  | стабилизатор, загуститель, связующее                                                                | E1401     | крахмал, обработанный кислотой                                                                | Acid-treated starch                                                                                    |
| E1000 — E1999 Пищевые добавки. Дополнительные вещества. В том числе антифламинги. |                  | стабилизатор, загуститель, связующее                                                                | E1402     | крахмал, обработанный щелочью                                                                 | en:Alkaline modified starch                                                                            |
| E1000 — E1999 Пищевые добавки. Дополнительные вещества. В том числе антифламинги. |                  | стабилизатор, загуститель, связующее                                                                | E1403     | отбеленный крахмал                                                                            | en:Bleached starch                                                                                     |
| E1000 — E1999 Пищевые добавки. Дополнительные вещества. В том числе антифламинги. |                  | эмульгатор, загуститель, связующее                                                                  | E1404     | окисленный крахмал                                                                            | en:Oxidized starch                                                                                     |
| E1000 — E1999 Пищевые добавки. Дополнительные вещества. В том числе антифламинги. |                  | стабилизатор, загуститель, связующее                                                                | E1405     | крахмал, обработанный ферментными препаратами                                                 | en:Enzyme treated starch                                                                               |
| E1000 — E1999 Пищевые добавки. Дополнительные вещества. В том числе антифламинги. |                  | стабилизатор, загуститель, связующее                                                                | E1410     | монокрахмалфосфат                                                                             | en:Monostarch phosphate                                                                                |
| E1000 — E1999 Пищевые добавки. Дополнительные вещества. В том числе антифламинги. |                  | стабилизатор, загуститель                                                                           | E1411     | [дикрахмалглицерин] «сшитый»                                                                  | en:Distarch glycerol                                                                                   |
| E1000 — E1999 Пищевые добавки. Дополнительные вещества. В том числе антифламинги. |                  | стабилизатор, загуститель, связующее                                                                | E1412     | дикрахмалфосфат этерифицированный тринатрийметафосфатом; этерифицированный хлорокисью фосфора | en:Distarch phosphate esterified with sodium trimetasphosphate; esterified with phosphorus oxychloride |
| E1000 — E1999 Пищевые добавки. Дополнительные вещества. В том числе антифламинги. |                  | стабилизатор, загуститель, связующее                                                                | E1413     | фосфатированный дикрахмалфосфат «сшитый»                                                      | en:Phosphated distarch phosphate                                                                       |
| E1000 — E1999 Пищевые добавки. Дополнительные вещества. В том числе антифламинги. |                  | эмульгатор, загуститель                                                                             | E1414     | дикрахмалфосфат ацетилированный «сшитый»                                                      | en:Acetylated distarch phosphate                                                                       |
| E1000 — E1999 Пищевые добавки. Дополнительные вещества. В том числе антифламинги. |                  | стабилизатор, загуститель                                                                           | E1420     | крахмал ацетатный, этерифицированный уксусным ангидридом                                      | Starch acetate esterified with acetic anhydride                                                        |
| E1000 — E1999 Пищевые добавки. Дополнительные вещества. В том числе антифламинги. |                  | стабилизатор, загуститель                                                                           | E1421     | крахмал ацетатный, этерифицированный винилацетатом                                            | Starch acetate esterified with vinyl acetate                                                           |
| E1000 — E1999 Пищевые добавки. Дополнительные вещества. В том числе антифламинги. |                  | стабилизатор, загуститель, связующее                                                                | E1422     | дикрахмаладипат ацетилированный                                                               | en:Acetylated Distarch Adipate                                                                         |
| E1000 — E1999 Пищевые добавки. Дополнительные вещества. В том числе антифламинги. |                  | стабилизатор, загуститель, связующее                                                                | E1423     | дикрахмалглицерин ацетилированный                                                             | en:Acetylated distarch glycerol                                                                        |
| E1000 — E1999 Пищевые добавки. Дополнительные вещества. В том числе антифламинги. |                  | стабилизатор, загуститель                                                                           | E1430     | дикрахмалглицерин                                                                             | en:Distarch glycerine                                                                                  |
| E1000 — E1999 Пищевые добавки. Дополнительные вещества. В том числе антифламинги. |                  | эмульгатор, загуститель, связующее                                                                  | E1440     | крахмал оксипропилированный                                                                   | en:Hydroxy propyl starch                                                                               |
| E1000 — E1999 Пищевые добавки. Дополнительные вещества. В том числе антифламинги. |                  | эмульгатор, загуститель, связующее                                                                  | E1441     | Гидроксипропил крахмала глицерин                                                              | en:Hydroxy propyl distarch glycerine                                                                   |
| E1000 — E1999 Пищевые добавки. Дополнительные вещества. В том числе антифламинги. |                  | стабилизатор, загуститель                                                                           | E1442     | дикрахмалфосфат оксипропилированный «сшитый»                                                  | en:Hydroxy propyl distarch phosphate                                                                   |
| E1000 — E1999 Пищевые добавки. Дополнительные вещества. В том числе антифламинги. |                  | стабилизатор, загуститель                                                                           | E1443     | дикрахмалглицерин оксипропилированный                                                         | en:Hydroxy propyl distarch glycerol                                                                    |
| E1000 — E1999 Пищевые добавки. Дополнительные вещества. В том числе антифламинги. |                  | стабилизатор, загуститель, связующее, эмульгатор                                                    | E1450     | крахмал и эфир натриевой соли октенилянтарной кислоты                                         | en:Starch sodium octenyl succinate                                                                     |
| E1000 — E1999 Пищевые добавки. Дополнительные вещества. В том числе антифламинги. |                  | эмульгатор, загуститель                                                                             | E1451     | ацетилированный окисленный крахмал                                                            | en:Acetylated oxidised starch                                                                          |
| E1000 — E1999 Пищевые добавки. Дополнительные вещества. В том числе антифламинги. |                  | стабилизатор, глазирователь                                                                         | E1452     | крахмал и эфир алюминиевой соли октенилянтарной кислоты                                       | |
| E1000 — E1999 Пищевые добавки. Дополнительные вещества. В том числе антифламинги. |                  | | E1501     | бензилированные углеводороды                                                                  | en:Benzylated hydrocarbons                                                                             |
| E1000 — E1999 Пищевые добавки. Дополнительные вещества. В том числе антифламинги. |                  | | E1502     | Бутан-1, 3-диол                                                                               | en:Butane-1, 3-diol                                                                                    |
| E1000 — E1999 Пищевые добавки. Дополнительные вещества. В том числе антифламинги. |                  | разделяющий агент                                                                                   | E1503     | касторовое масло                                                                              | en:Castor oil                                                                                          |
| E1000 — E1999 Пищевые добавки. Дополнительные вещества. В том числе антифламинги. |                  | | E1504     | этилацетат                                                                                    | en:Ethyl acetate                                                                                       |
| E1000 — E1999 Пищевые добавки. Дополнительные вещества. В том числе антифламинги. |                  | пенообразователь                                                                                    | E1505     | триэтилцитрат                                                                                 | en:Triethyl citrate                                                                                    |
| E1000 — E1999 Пищевые добавки. Дополнительные вещества. В том числе антифламинги. |                  | | E1510     | этанол                                                                                        | en:Ethanol                                                                                             |
| E1000 — E1999 Пищевые добавки. Дополнительные вещества. В том числе антифламинги. |                  | | E1516     | моноацетат глицерина                                                                          | en:Glyceryl monoacetate                                                                                |
| E1000 — E1999 Пищевые добавки. Дополнительные вещества. В том числе антифламинги. |                  | влагоудерживающий агент, наполнитель                                                                | E1517     | диацетат глицерина (диацетин)                                                                 | en:Glyceryl diacetate or en:diacetin                                                                   |
| E1000 — E1999 Пищевые добавки. Дополнительные вещества. В том числе антифламинги. |                  | влагоудерживающий агент                                                                             | E1518     | триацетин                                                                                     | en:Glyceryl triacetate or en:triacetin                                                                 |
| E1000 — E1999 Пищевые добавки. Дополнительные вещества. В том числе антифламинги. |                  | наполнитель                                                                                         | E1519     | бензиловый спирт                                                                              | en:Benzyl alcohol                                                                                      |
| E1000 — E1999 Пищевые добавки. Дополнительные вещества. В том числе антифламинги. |                  | влагоудерживающий, смягчающий и диспергирующий агент                                                | E1520     | пропиленгликоль                                                                               | en:Propylene glycol                                                                                    |
| E1000 — E1999 Пищевые добавки. Дополнительные вещества. В том числе антифламинги. |                  | пеногаситель                                                                                        | E1521     | полиэтиленгликоль                                                                             | en:Polyethylene glycol                                                                                 |
| E1000 — E1999 Пищевые добавки. Дополнительные вещества. В том числе антифламинги. |                  | | E1525     | гидроксиэтилцеллюлоза                                                                         | en:Hydroxyethyl cellulose                                                                              |

| Обозначения | | | | | |
| Exxx        | Вещество не входит в список пищевых добавок, разрешённых к применению в пищевой промышленности в Российской Федерации (Приложение 1 к СанПиН 2.3.2.1293-03)                                                             | Вещество не входит в список пищевых добавок, разрешённых к применению в пищевой промышленности в Российской Федерации (Приложение 1 к СанПиН 2.3.2.1293-03)                                                             | Вещество не входит в список пищевых добавок, разрешённых к применению в пищевой промышленности в Российской Федерации (Приложение 1 к СанПиН 2.3.2.1293-03)                                                             | Вещество не входит в список пищевых добавок, разрешённых к применению в пищевой промышленности в Российской Федерации (Приложение 1 к СанПиН 2.3.2.1293-03)                                                             | Вещество не входит в список пищевых добавок, разрешённых к применению в пищевой промышленности в Российской Федерации (Приложение 1 к СанПиН 2.3.2.1293-03)                                                             |
| Exxx        | Вещество входило в список пищевых добавок, допустимых к применению в пищевой промышленности Российской Федерации в период с 2003 года по 1 августа 2008 года (СанПиН 2.3.2.2364-08)                                     | Вещество входило в список пищевых добавок, допустимых к применению в пищевой промышленности Российской Федерации в период с 2003 года по 1 августа 2008 года (СанПиН 2.3.2.2364-08)                                     | Вещество входило в список пищевых добавок, допустимых к применению в пищевой промышленности Российской Федерации в период с 2003 года по 1 августа 2008 года (СанПиН 2.3.2.2364-08)                                     | Вещество входило в список пищевых добавок, допустимых к применению в пищевой промышленности Российской Федерации в период с 2003 года по 1 августа 2008 года (СанПиН 2.3.2.2364-08)                                     | Вещество входило в список пищевых добавок, допустимых к применению в пищевой промышленности Российской Федерации в период с 2003 года по 1 августа 2008 года (СанПиН 2.3.2.2364-08)                                     |
| Exxx        | Вещество входит в список пищевых добавок, допустимых к применению в пищевой промышленности Российской Федерации в качестве вспомогательного средства для производства пищевой продукции (п.2.25.2 СанПиН 2.3.2.1293-03) | Вещество входит в список пищевых добавок, допустимых к применению в пищевой промышленности Российской Федерации в качестве вспомогательного средства для производства пищевой продукции (п.2.25.2 СанПиН 2.3.2.1293-03) | Вещество входит в список пищевых добавок, допустимых к применению в пищевой промышленности Российской Федерации в качестве вспомогательного средства для производства пищевой продукции (п.2.25.2 СанПиН 2.3.2.1293-03) | Вещество входит в список пищевых добавок, допустимых к применению в пищевой промышленности Российской Федерации в качестве вспомогательного средства для производства пищевой продукции (п.2.25.2 СанПиН 2.3.2.1293-03) | Вещество входит в список пищевых добавок, допустимых к применению в пищевой промышленности Российской Федерации в качестве вспомогательного средства для производства пищевой продукции (п.2.25.2 СанПиН 2.3.2.1293-03) |
| Exxx        | Вещество входит в список пищевых добавок, запрещённых к применению в пищевой промышленности других стран, но допустимых в Российской Федерации                                                                          | Вещество входит в список пищевых добавок, запрещённых к применению в пищевой промышленности других стран, но допустимых в Российской Федерации                                                                          | Вещество входит в список пищевых добавок, запрещённых к применению в пищевой промышленности других стран, но допустимых в Российской Федерации                                                                          | Вещество входит в список пищевых добавок, запрещённых к применению в пищевой промышленности других стран, но допустимых в Российской Федерации                                                                          | Вещество входит в список пищевых добавок, запрещённых к применению в пищевой промышленности других стран, но допустимых в Российской Федерации                                                                          |

## Пищевые добавки в России
Прежде всего необходимо отметить, что лаборатория пищевой токсикологии института питания РАМН не участвует в процедуре запрета вредных для человека пищевых добавок, а ссылается на существующий специальный международный механизм и работу JECFA — Объединённого экспертного комитета ФАО/ВОЗ по пищевым добавкам.
На территории России использование пищевых добавок контролируется национальными органами Роспотребнадзора и нормативными актами и санитарными правилами Минздрава России (в СССР первые такие правила вступили в силу с 1978 года).
Основными документами являются:
- Федеральный закон «О санитарно-эпидемиологическом благополучии населения» от 30.03.1999 г. N 52-ФЗ[3]
- Федеральный закон «О качестве и безопасности пищевых продуктов» от 02.01.2000, N 29-ФЗ[4]
- Федеральный закон «Основы законодательства Российской Федерации об охране здоровья граждан» от 22.07.1993[5]
- СанПиН 2.3.2.1293-03 «Гигиенические требования по применению пищевых добавок» — c 12 июня 2003 года[6]

Запрещённые добавки
- E121 — цитрусовый красный (краситель)[7]
- E123 — красный амарант (краситель)[7]
- E128[8] — 03.09.2007. Красный 2G (краситель)
- E216[9] — пара-гидроксибензойной кислоты пропиловый эфир, группа парабенов (консервант)
- E217[9] — пара-гидроксибензойной кислоты пропилового эфира натриевая соль (консервант)
- E240 — формальдегид (консервант)[7]

Неразрешённые добавки
К неразрешённым добавкам относятся те добавки, которые не испытывались или проходят испытания, но окончательного итога пока нет.
- E127 — эритрозин — запрещён в ряде стран
- E154 — коричневый FK
- E173 — алюминий
- E180 — рубиновый литол ВК
- E388 — тиопропионовая кислота
- E389 — дилаурилтиодипропионат
- E424 — курдлан
- E512 — хлорид олова(II)
- E537 — гексацианоманганат железа
- E557 — силикат цинка
- E912 — эфиры монтаниновой кислоты
- E914 — окисленный полиэтиленовый воск
- E916 — йодат кальция
- E917 — йодат калия. На пищевых упаковках может указываться как KIO3 (йодноватокислый калий).
- E918 — оксиды азота
- E919 — нитрозил хлорид
- E922 — персульфат калия
- E923 — персульфат аммония
- E924b — бромат кальция
- E925 — хлор
- E926 — диоксид хлора
- E929 — пероксид ацетона

## Безопасность пищевых добавок

### Одобрение пищевых добавок
С увеличением использования обработанных пищевых продуктов, начиная с XIX века, пищевые добавки стали использоваться более широко. Многие страны регулируют их использование. Например, борная кислота широко использовалась в качестве пищевого консерванта с 1870-х по 1920-е годы, но была запрещена после Первой мировой войны из-за её доказанной токсичности, как показали исследования на животных и людях. Во время Второй мировой войны острая потребность в дешёвых доступных пищевых консервантах привела к её повторному использованию, но в 1950-х годах борная кислота была окончательно запрещена. Такие случаи привели к общему недоверию к пищевым добавкам, развитию хемофобии и применению принципа предосторожности в отношении многих пищевых ингредиентов, когда любые вещества, имеющие теоретический возможный негативный риск для здоровья, запрещаются к использованию в продуктах питания и питьевой воде на законодательном уровне. Это привело к тому, что, начиная с 1960-х годов, безопасность пищевых добавок оценивается на основе множества токсикологических исследований, и только в случае, если будет установлено, что ингредиент безопасен на определённых уровнях потребления, добавку разрешат к использованию в различных странах. В Соединённых Штатах это привело к принятию поправок в «Федеральный закон о продуктах питания, лекарствах и косметике 1938 года», в котором говорится, что никакие канцерогенные вещества не могут использоваться в качестве пищевых добавок. Однако, после запрета цикламатов в Соединённых Штатах и Великобритании в 1969 году из-за подозрения в их канцерогенности, было обнаружено, что сахарин, единственный оставшийся в то время законный искусственный подсластитель, вызывает рак мочевого пузыря у крыс. Широкий общественный резонанс в Соединённых Штатах, частично доведённый до Конгресса с помощью почтовых открыток, оплаченных по почте, поставляемых в упаковке подслащённых безалкогольных напитков, привёл к сохранению сахарина, несмотря на нарушение федерального закона. Однако в 2000 году было обнаружено, что сахарин канцерогенен у крыс только из-за их уникального химического состава мочи и является безопасным для человеческого здоровья в рамках адекватного уровня потребления.
Для каждой добавки проводится научный обзор всех существующих токсикологических данных, включая как наблюдения на людях, так и обязательные испытания на животных. Токсикологические тесты, требуемые регулирующими органами различных стран, включают исследования в течение всей жизни и исследования нескольких поколений для оценки того, как добавка воспринимается организмом и какие возможные вредные эффекты добавки или её производных могут быть. В ходе токсикологических исследований определяется уровень, не вызывающий видимых отрицательных эффектов (УНВОЭ) — самый высокий уровень потребления добавки с пищей и питьевой водой, при котором в исследованиях не наблюдалось никаких побочных эффектов. Данный показатель выражается в миллиграммах добавки на килограмм массы тела в день (мг/кг массы тела в день). После этого, УНВОЭ делится на коэффициент безопасности, обычно 100, чтобы обеспечить большой запас по безопасности. Таким образом, определяется показатель допустимого суточного потребления (ДСП). Считается, что если возможное ежедневное потребление добавки ниже ДСП, то ингредиент не представляет опасности как для краткосрочных, так и для долгосрочных негативных последствий для здоровья. Стоит отметить, что даже если показатель ДСП был превышен, это не означает, что добавка причинит вред здоровью, поскольку имеется большой запас по безопасности. Для некоторых веществ, применяемых в качестве пищевых добавок, ДСП составляет несколько миллиграммов на килограмм тела. Например, ДСП для нитрита натрия составляет 0-0,2 мг/кг, для аспартама — 0-40 мг/кг, для глутамата натрия — 0-120 мг/кг массы тела соответственно.
В Европейском Союзе может потребоваться 10 или более лет, чтобы получить одобрение на новую пищевую добавку. Данный промежуток включает в себя пять лет испытаний на безопасность, затем два года для оценки Европейским агентством по безопасности пищевых продуктов (EFSA) и ещё три года, прежде чем добавка получит одобрение всего Европейского союза для использования в каждой стране Европейского союза. Помимо тестирования и анализа пищевых продуктов в течение всего производственного процесса для обеспечения безопасности и соответствия нормативным стандартам, федеральные органы различных стран защищают общественность от любого незаконного использования или потенциально опасного неправильного использования пищевых добавок, проводя выборочное тестирование пищевых продуктов. В России этим занимается Роспотребнадзор.
Со временем, по мере развития аналитических методов и появления новых токсикологических данных, государственные нормативы на содержание пищевых добавок в продуктах питания и примесей в самих добавках могут пересматриваться. В качестве примеров можно привести пересмотр низина Е234 в качестве пищевой добавки в 2017 году. В 2006 году ДСП низина было установлено на уровне 0,13 мг/кг, а в 2017 году повышено до 1 мг/кг массы тела соответственно; в 2022 году пределы содержания примесей (мышьяка, свинца, ртути и кадмия) в пищевой добавке Е422 (глицерине) были снижены. Часть добавок, ранее считавшихся безвредными (например, формальдегид E240 в шоколадных батончиках или E121 в газированной воде), позднее были признаны опасными и запрещены. Некоторые пищевые добавки, такие как краситель амарант Е123 запрещены не из-за их фактического вредного эффекта, а из-за общественного резонанса или мнимых доказательств опасности в отдалённых исследованиях. Некоторые производители в маркетинговых целях не указывают ингредиенты с буквенным кодом E. Они заменяют их на название добавки, например «глутамат натрия». Ряд производителей использует полную запись — и химическое наименование, и код Е.

### Споры о безопасности пищевых добавок
Существуют разногласия, связанные с рисками и преимуществами пищевых добавок. Зачастую пищевые добавки подозревают в причастности к участившимся в XXI веке случаям аллергии, астмы и других проблем со здоровьем. В СМИ периодически появляются сообщения, что, к примеру: «добавка Е*** вызывает раковые опухоли», аллергию или расстройство желудка и другие неприятные последствия. Однако стоит понимать, что влияние любого химического вещества на организм человека зависит как от индивидуальных особенностей организма, так и от количества вещества. Натуральные добавки могут быть столь же вредными или быть причиной аллергических реакций у некоторых людей. Например, сафрол долгое время использовался для ароматизации корневого пива до тех пор, пока не было доказано, что данное вещество является канцерогеном. Из-за федерального закона в США, его нельзя добавлять в продукты питания, даже если он естественным образом содержится в сассафрасе и сладком базилике.
Установлено, что добавление пищевых добавок Е249 и Е250 (нитритов) в мясо приводит к образованию известных канцерогенов, таких как нитрозамины. Несмотря на то, что нитриты являются токсичными веществами, и, возможно, канцерогенами, в том числе для млекопитающих (50 % крыс погибают при дозе в 180 мг/кг веса нитрита натрия), они препятствуют развитию в мясных продуктах гораздо более токсичных бактерий Clostridium botulinum, которые вырабатывают ботулотоксин. Добавление антиоксидантов, таких как аскорбиновая кислота Е300, эриторбовая кислота Е313, эриторбат натрия Е316 или витамин Е вместе с нитритами в мясо препятствуют образованию нитрозаминов благодаря своим окислительно-восстановительным свойствам. Для копчёных колбас высоких сортов норма содержания нитрита установлена выше, чем для варёных, — считается, что их едят в меньших количествах.
Периодически высказываются опасения по поводу связи между добавками и гиперактивностью. В 2007 году британское исследование обнаружило связь между смесями пищевых красителей, бензоатом натрия Е211 и повышенной гиперактивностью у детей. Использовались две красящие смеси: смесь А (содержащая Е102, Е110, Е122 и Е124) и смесь В (содержащая Е104, Е110, Е122, Е129). После общественного возмущения в 2009 году был введён «добровольный запрет». Это означает, что красители можно добавлять в продукты в Соединённом Королевстве и Европейском Союзе, но на них должно быть нанесено предупреждение о том, что красители, используемые в продуктах питания «могут оказать неблагоприятное влияние на активность и внимание детей». Несмотря на предупреждение, воспроизвести результаты британского исследования так и не удалось. FDA, EFSA и Министерство Здравоохранения Канады сделали вывод, что пищевые красители и бензоат натрия не вызывают СДВГ поведение у детей вместе и по отдельности.
Также известность получил Вильжюифский список, в котором вред некоторых пищевых добавок был указан ошибочно.